# ديفيد (لاعب كرة قدم مواليد 1996)
ديفيد (بالبرتغالية: Devid De Santana Silva‏) هو لاعب كرة قدم برازيلي، ولد في 28 مارس 1996 في ألاجوينياس في البرازيل.

## وصلات خارجية
- ديفيد (لاعب كرة قدم مواليد 1996) على موقع قاعدة بيانات كرة القدم.إي يو (الإنجليزية)
- ديفيد (لاعب كرة قدم مواليد 1996) على موقع Soccerway.com (الإنجليزية)